# Michael Dell
Michael Saul Dell (Houston, 23 de febrero de 1965) es un hombre de negocios, inversionista, y filántropo estadounidense. Es el fundador y director ejecutivo (CEO) de Dell Inc., uno de los principales vendedores de computadoras en el mundo.
Cuando tenía 19 años, pensó que sería fácil mejorar la calidad de las computadoras. Comenzó comprando material sobrante de inventario de los vendedores de material informático, y lo utilizaba para mejorar las máquinas que luego vendía. Mientras estaba en la universidad, comenzó una empresa de computadoras llamada PC Limited en su dormitorio. Cuando cumplió 21 años su compañía facturaba US$85 millones. En 1987 el nombre de la empresa cambió a Dell Computer Corporation.
Su fortuna personal está calculada, según la revista Forbes, en US$15,300 millones (año 2013). Ocupa el puesto número 49 entre las mayores fortunas personales del mundo. A febrero de 2023 su fortuna asciende a US$55,1 mil millones.

## Biografía
Michael Dell nació en 1965 en Houston, Texas en el seno de una familia judía, su apellido está traducido al inglés del germánico/yidis Thal("valle" o "dale [q.v.] el cual se pronuncia Tal). Asistió a la escuela primaria de "Herod Elementary School" en Houston.
A los 15 años obtuvo su primera computadora, una Apple II, que desmontó rápidamente para ver cómo funcionaba y ya no funcionó.

## Trayectoria profesional

### Desde 1984 hasta 2000
Michael Dell comenzó el negocio con la convicción de que mediante la venta de ordenadores personales directamente a los clientes, PC Limited podría entender mejor las necesidades de los clientes. Dell abandonó la universidad para dedicarse a tiempo completo a su incipiente negocio, tras obtener una ampliación de capital de US$300,000 de su familia 
En 1985, la compañía produjo la primera computadora con su propio diseño —el "Turbo PC"— que contenía un procesador Intel 8098 con una velocidad de 8 MHz. PC Limited publicitó los equipos en revistas de informática de circulación nacional para venta directa a los clientes y ensamblaje personalizado en cada unidad ordenada, de acuerdo con una primera en lograr el éxito. La compañía obtuvo 73 millones de dólares en su primer año.
La empresa cambió su nombre a "Dell Computer Corporation" en 1988. Al año siguiente, diseñó su primer programa de servicios in situ para compensar la falta de minoristas locales preparados para actuar como centros de servicios. Ya en 1987, la compañía había establecido sus primeras operaciones en el Reino Unido; otras 11 operaciones internacionales siguieron cuatro años más tarde. En junio de 1988, la capitalización del mercado de Dell creció entre 30 y 80 millones de dólares desde su oferta pública inicial de 3,5 millones de acciones a 8,5.
En 1991, Dell trató de vender sus productos a través de almacenes y tiendas de computadoras, pero tuvo poco éxito y volvió a su más exitoso modelo de venta directa. En 1992, la revista Fortune incluía Dell Computer Corporation en una lista de las 500 compañías más grandes del mundo. En 1996, Dell comenzó a vender computadoras a través de su sitio web. 
En 1999, Dell superó a Compaq al convertirse en el mayor vendedor de ordenadores personales en los Estados Unidos con ganancias de 25 millones de dólares declaradas en enero de 2000.

### SigloXXI
En 2002 Dell intentó expandirse en los mercados de entretenimiento doméstico y multimedia con la introducción de televisores, computadoras de bolsillo y reproductores digitales de audio. También produjo sus propias impresoras para uso en el hogar y pequeñas empresas.
En 2003, en la reunión anual de la compañía, los accionistas aprobaron el cambio de la compañía a "Dell Inc." para reconocer la extensión de la compañía más allá de los ordenadores. En 2004, la compañía anunció que construiría una nueva planta de ensamblaje cerca a Winston-Salem (norte de California); la ciudad y el condado le otorgaron a Dell 37,2 millones de dólares en paquetes de incentivos; el estado proveyó aproximadamente 250 millones en incentivos y exención de impuestos. En julio, Michael Dell abandonó el cargo de director ejecutivo, aunque permaneció como presidente de la junta. Kevin Rollins, que había mantenido una serie de puestos ejecutivos en Dell, se convirtió en el nuevo director ejecutivo.
En 2005, la proporción de las ventas provenientes de mercados internacionales se incrementó, como lo reveló el departamento de prensa de la compañía para los dos primeros trimestres de su año fiscal 2005. En febrero de 2005 Dell apareció en el primer lugar de las "Compañías más admiradas", publicada por la revista Fortune. En noviembre de 2005, la revista Business Week publicó un artículo titulado "It's Bad to Worse at Dell" (Del mal a peor en Dell) acerca del déficit en ingresos y ventas, con un tercer semestre peor de lo previsto en lo que respecta a la ejecución financiera, un mal augurio para una empresa que habitualmente había subestimado sus ganancias.
Dell reconoció que los condensadores defectuosos en la placas bases de los OptiPlex GX270 y GX280 ya habían costado a la compañía 300 millones de dólares (La Capacitor plague afectó a numerosas compañías). El director ejecutivo, Kevin Rollins, atribuyó el mal desempeño al hecho de que Dell se centraba en ordenadores de gama baja.

#### Compra de Alienware
Cuando Dell adquirió Alienware a principios de 2006, algunos equipos de esta empresa tenían chips de AMD. El 17 de agosto de 2006 a través de un comunicado de prensa indicó que en septiembre de 2006 las computadoras de escritorio Dell Dimension tendría procesadores AMD y más adelante -en el mismo año- Dell sacaría un servidor con dos zócalos y de cuatro núcleos, que tendría un procesador AMD Opteron, cambiando así sus tradicionales procesadores Intel.
El 17 de agosto de 2006 el sitio web de noticias CNET.com citó al director ejecutivo de Dell Kevin Rollins, quien atribuyó el paso a procesadores AMD al beneficio del costo y a la tecnología AMD. El vicepresidente Sénior para actividades comerciales, Marty Seyer, declaró: "Dell's wider embrace of AMD processor-based offerings is a win for Dell, for the industry and most importantly for Dell customers".
El 23 de octubre de 2006, Dell anunció nuevos servidores basados en AMD, el PowerEdge 6950 y el PowerEdge SC1435, entrando así al mercado de los servidores basados en procesadores AMD.
El 1 de noviembre de 2006 la página web de Dell empieza a ofrecer computadoras portátiles con procesadores AMD: el Dell Inspiron 1501, con tres opciones diferentes; single-core MK-36, dual-core Turion X2 chips o Mobile Sempron.

#### Dell 2.0
En el 2007, tras dos años y medio, Kevin Rollins, director ejecutivo de la compañía desde 2004, renunció como director general y como director, por lo cual Michael Dell reanudó su antigua función como director ejecutivo. Inversores y accionistas habían pedido la renuncia por el escaso rendimiento de la compañía. Al mismo tiempo, la compañía anunció que, por cuarta vez en cinco trimestres, los ingresos no serían capaces de llegar a un consenso de las estimaciones de analistas.
Dell anunció una campaña de cambio llamada "Dell 2.0", que redujo el número de empleados y diversificó los productos de la empresa. Mientras era presidente de la junta después de renunciar a su puesto de CEO, Michael Dell todavía tuvo una participación significativa en la compañía durante los años de Rollins como CEO. Con el regreso de Michael Dell como director ejecutivo, la empresa vio cambios inmediatos en las operaciones, el éxodo de muchos vicepresidentes superiores y nuevo personal traído de fuera de la empresa.

#### Desde 2013
Después de varias semanas de rumores, Dell anunció en febrero de 2013 que había alcanzado un acuerdo de compra apalancada de US$24 400 millones, que habría eliminado sus acciones del NASDAQ y de la Bolsa de Hong Kong. Reuters informó que Michael Dell y Silver Lake Partners, con la ayuda de un préstamo de US$2,000 millones de Microsoft, adquirirían las acciones públicas. Se proyectó que la compra de US$24,400 millones sería la compra apalancada más grande respaldada por capital privado desde la crisis financiera de 2008. También es la compra de tecnología más grande de la historia.